# Jaroslav Záruba

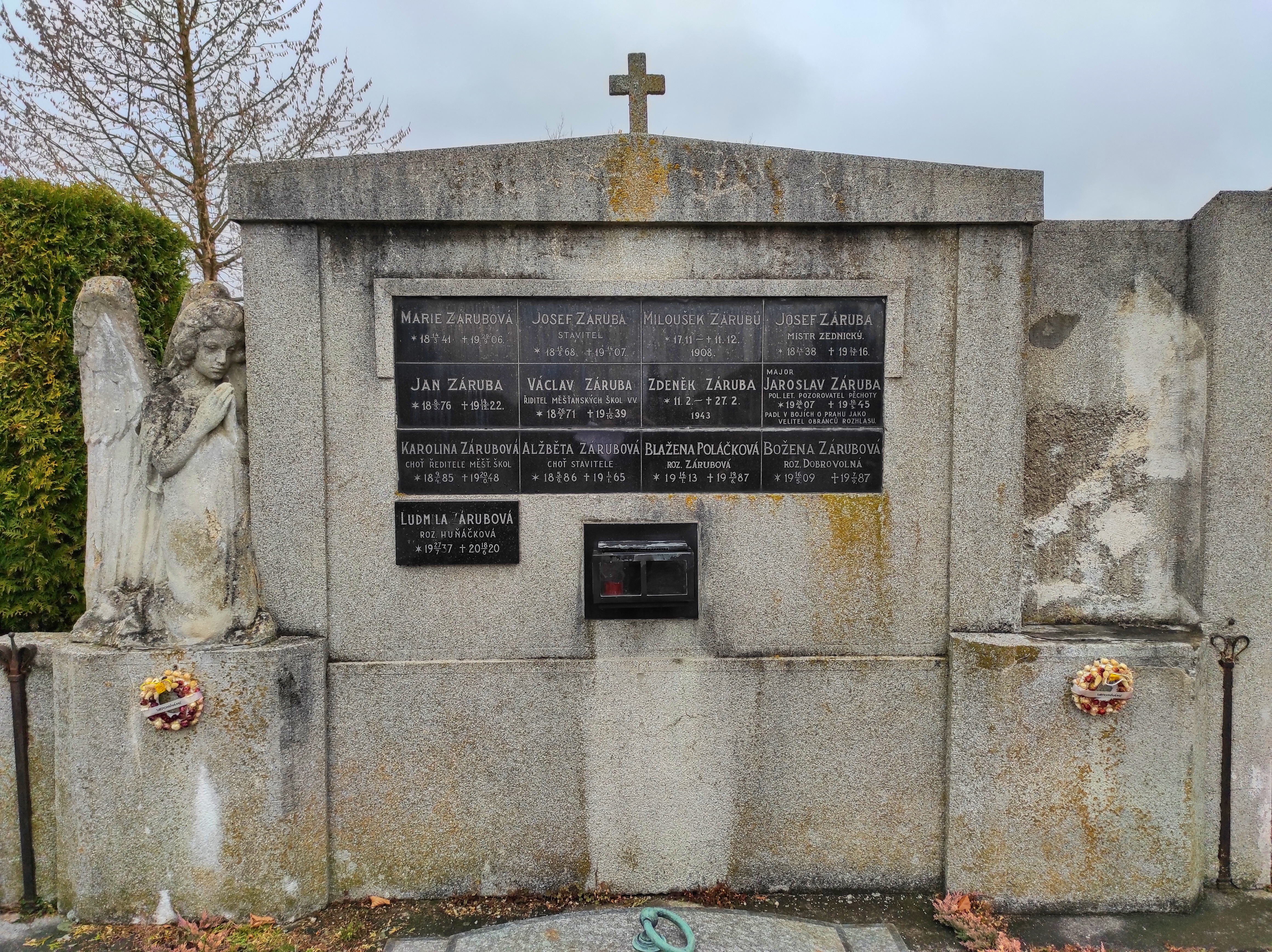
Hrob Jaroslava Záruby na hřbitově u sv. Alžběty v Třeboni

Major Jaroslav Záruba (26. dubna 1907 Třeboň, Rakousko-Uhersko – 10. května 1945 Praha) byl československý vojenský velitel a účastník protinacistického odboje, který padl za pražského povstání při obraně čs. rozhlasu. Je čestný občan města Třeboně.

## Život

### Mládí
Jaroslav Záruba se narodil 26. dubna 1907 v Třeboni do rodiny stavitele. Po složení maturity na gymnáziu vystudoval Právnickou fakultu Univerzity Karlovy v Praze. Jako čerstvý absolvent práv roku 1928 nastoupil vojenskou službu a v armádě zůstal po celý zbytek života. Vystudoval Školu pro důstojníky pěchoty v záloze a Vojenskou akademii v Hranicích. Poté se stal velitelem na úrovni čety, od roku 1931 v rámci pěšího pluku 22, od roku 1933 cyklistického praporu 1 a později pěšího pluku 21.

### Druhá světová válka
Německá okupace Čech, Moravy a Slezska znamenala propuštění Jaroslava Záruby z armády a jeho převelení do vládního vojska, kde sloužil u praporu 1. Roku 1943 dosáhl hodnosti hejtmana I. třídy (ekvivalent štábního kapitána). Zároveň se však v rámci skupiny Jana Purkrábka zapojil do protinacistického odboje.

#### Obrana rozhlasu
Dne 5. května 1945 se zapojil do pražského povstání. Účastnil se obsazení strategické budovy československého rozhlasu na Vinohradech a stal se velitelem její obrany proti německé přesile. Mimo jiné řídil výstavbu barikád v přilehlých ulicích.
Dne 7. května 1945 se situace obránců stávala kritickou, docházela jim munice a velmi je ohrožovala především skupina více než 100 příslušníků SS v ulici Na Smetance. Obránci se odhodlali k zoufalému kroku. Povstalečtí velitelé Jaroslav Záruba a Václav Kopecký, se vydali s Němci vyjednávat v doprovodu britských vojáků Thomase Vokese a Williama Greiga, kteří se k obráncům rozhlasu připojili po útěku ze zajateckého tábora. Díky Britům, předstírajícím, že jednají ve jménu krále, se skutečně podařilo dosáhnout kapitulace německého oddílu.
Obráncům se znatelně ulevilo, boje však pokračovaly i nadále. Dne 8. května tak Jaroslava Zárubu smrtelně zranily střepiny letecké pumy (dle jiných autorů se naopak jednalo o střepiny z minometu.). Velení po něm převzal major Antonín Rakouš a štábní kapitán v záloze Václav Kopecký. Zemřel o několik dní později. Nejprve byl pochován na Olšanských hřbitovech, později byly jeho ostatky přemístěny do rodinné hrobky v Třeboni.

## Připomínky
Jaroslava Zárubu připomíná pamětní deska na budově rozhlasu. Jiná deska je na budově gymnázia, kde studoval. Jeho jméno je uvedeno také na pomníku Obětem 2. světové války v Praze na Hradčanech.

## Vyznamenání
- Jaroslav Záruba byl in memoriam povýšen na majora.
- Kříž obrany státu ministra obrany České republiky[8]